# Volume Up
Volume Up è il terzo EP del gruppo musicale sudcoreano 4Minute, pubblicato nel 2012 dall'etichetta discografica Cube Entertainment insieme a Universal Music Group.

## Il disco
Il ritorno sulle scene delle 4Minute fu inizialmente programmato per febbraio, tuttavia, quest'ultimo fu rinviato più volte. L'EP, insieme al video musicale della title track, fu pubblicato il 9 aprile: in precedenza, il 3 aprile fu pubblicata la prima immagine di anteprima, insieme al titolo dell'EP e alla tracklist, mentre una seconda anteprima fu pubblicata il 4 aprile. Per i due teaser del video musicale si è dovuto aspettare al 6 e al 7 aprile. Volume Up debuttò al secondo posto nella Billboard. Il suo video musicale costò 132.538 USD, diventando il nono video musicale K-pop più costoso. I'm OK ottenne un discreto successo nella Billboard. Il brano Volume Up, insieme a Dream Racer, fu utilizzato come traccia promozionale nelle loro performance nei programmi M! Countdown, Music Bank, Show! Music Core e Inkigayo.

## Tracce
1. Get on the Floor – 1:45 (Kim Dong Yeol, Im Sang Hyuk)
2. Volume Up – 3:50 (Shinsadong Tiger, Rado)
3. I'm OK – 3:26 (Rado)
4. Say My Name – 3:16 (Seo Yong Bae, Seo Jae Woo)
5. Femme Fatale – 3:29 (testo: M (Lee Min Woo), David Kim (Day Day) – musica: Kim Do Hyun)
6. Dream Racer – 3:31 (The Koxx)
7. Black Cat – 3:15 (testo: Chang Jun Ho, Min Yeon Jae, Gong Hyun Sik – musica: Chang Jun Ho, Gong Hyun Sik)

Durata totale: 22:32

## Certificazioni
Corea del Sud
(vendite: 56 174+)

## Formazione
- Ji-hyun – voce
- Ga-yoon – voce
- Ji-yoon – voce
- HyunA – rapper
- So-hyun – voce